# Anisodes flavissima
Anisodes flavissima là một loài bướm đêm trong họ Geometridae.